# Église Saint-Ouen de Tillet
Pour les articles homonymes, voir Église Saint-Ouen.
L'église Saint-Ouen est un édifice religieux catholique du village de Tillet, situé dans la commune de Sainte-Ode. Le bâtiment de 1953 a remplacé une église plus ancienne qui a été détruite pendant la bataille des Ardennes.

## Histoire
Le patronage de l'église remonte au IXe siècle, ainsi que les premières traces de la paroisse.
A la fin du XIXe siècle, une nouvelle église est édifiée à Tillet sur un projet de l'architecte Cupper. Ce bâtiment est détruit en décembre 1944 lors de la Bataille des Ardennes puis démoli en 1945. La première pierre d'une nouvelle église, conçue par l'architecte Victor Sarlet de Marloie, est posée le 11 mai 1953, après quoi l'église est inaugurée plus tard dans l'année.

## Description
L'église est conçue dans un style moderniste traditionnel. La nef spacieuse est accessible par un simple portail dans la façade nord et se ferme à l'est par un chœur carré et une abside demi-circulaire.
Les vitraux sont réalisés par Maurice Rocher de Versailles et un tableau monumental dans l'église a été réalisé par le peintre Louis-Marie Londot.
Il convient de noter le clocher qui est séparé du bâtiment de l'église. Dans la tour est suspendue une cloche qui provient toujours de l'ancienne église et qui a survécu à la destruction. En effet, on l'avait retiré de la tour, durant la Seconde Guerre mondiale, afin de la fondre. Il s'agit d'une pendule en bronze de 1861 avec des décors néo-gothiques. Depuis mai 1954, il y a une girouette sur la tour, qui a été restaurée en 2012.
Un mémorial aux victimes locales de la Première et de la Seconde Guerre mondiale est situé à côté de l'église.